# Кобзарь
Кобза́рь (укр. кобзар) — украинский народный певец, представитель эпического жанра, как правило, аккомпанирующий себе на одном из трёх инструментов — кобзе, бандуре или колёсной лире.

## Кобзарство как явление
Кобзари, прежде всего, были моральными авторитетами в народе. В народных верованиях кобзарь был персонажем «из-за реки» (то есть «с того света»). И вместе с персонажами обряда сватанья, а также обрядов Коляды и Маланки, он, как несколькими столетиями раньше волхв, приходил в семью, чтобы «испытать» три поколения на правильность воспитания их предками и правильность воспитания ими своих потомков. Обидеть кобзаря — означало навлечь гнев небес «на мёртвых, живых и ещё ненародженных». Поэтому самый бедный крестьянин на Украине всегда держал часть поля «на старцеву дольку» — для подаяния кобзарю (в Белоруссии существовала аналогичная традиция относительно лирников). Oбучение кобзаря начиналось с пения псалмов и прошения подаяния без инструмента. И лишь по прохождении данного этапа ученик начинал изучение кобзы, бандуры или лиры. Кобзари были ревностными православными христианами, чтили праздники, в репертуаре имели псалмы и многочисленные религиозные морализаторские песни, а во время «борьбы с религией» в 1920—1930 годах в официальных документах даже проходили как «безштатные священники» (орфография оригинала) и «самодеятельный монашествующий элемент».

## Кобзарские цехи
Кобзари, как и представители многих других ремесел Украины, согласно Магдебургскому праву (с которым основная часть жителей украинских земель была знакома в период с 1324 по 1835 годы) объединялись в цехи. В кобзарских цехах была своя строгая иерархия — от ученика до мастера («панмайстра») или главы цеха («панотца»). Каждый цех имел свой ареал, как правило, какой-нибудь город или 5—6 сёл. Выбирал цех и свою церковь, где, кроме всего прочего, освящались новые инструменты и отмечались начало и конец сезона «кобзаревания», вне которого традицией не приветствовалось уличное пение кобзарей. Начинался сезон на Троицу в северных областях Украины и на Пасху в южных. Заканчивалось кобзаревание везде на Покров (14 октября).
Сами себя кобзари называли «старцами» и относили себя к «просящей братии». Кобзарский промысел в социальном плане всегда был почётной «нишей» для талантливых и мудрых людей преклонного возраста и инвалидов. В народе считалось, например, что только незрячие могут «смотреть в душу».

## Выступления и репертуар
В репертуаре кобзарей были религиозные псалмы (или псальмы) и канты, морализаторские песни, эпические баллады или «думы» (в том числе, относящиеся к эпохе Киевской Руси, казачества), юмористические а также т. н. «бытовые» песни и танцы. Состав репертуара определялся местом и временем исполнения.
Основными формами «концертной деятельности» кобзарей были уличное и домашнее (в семьях) пение. Эти же формы встречаются и у многих других традиционных певцов мира.
Приходя в семью, кобзарь прежде всего общался с детьми, рассказывая им сказки, исполняя детские песни; потом с юношами и девушками, для которых был припасен морализаторский репертуар. И только в конце засиживался со старшим поколением семьи, рассказывая в песнях о старине, исполняя древние псалмы и канты, жалобные и юмористические песни.
К традиционным местам кобзаревания можно отнести также у входа в церковь, рынок, шинок (трактир) и свадьбу, где появление кобзаря считалось добрым предзнаменованием для молодых. Для каждого из этих мест был свой репертуар: псальмы и канты для церкви, юмористические песни и танцы для шинка, морализаторские песни для приветствия молодых и т. д.

## История

### Первые упоминания
Первые упоминания о кобзарских «думах» (исторических песнях), как о «песнях о смерти героев», находятся в польских источниках, в частности, в «Анналах» Сарницкого (1587 год).

### Кобзарство в XVI—XVIII веках
Во времена Запорожской Сечи среди кобзарей много было ослепших и искалеченных в боях казаков.
После разрушения Запорожской Сечи и ухода части казаков за Дунай, некоторые из них сами ослепляли себя, брали в руки инструмент и уже кобзарями возвращались в родные края (это был единственно возможный вариант возвращения домой).
Как правило, авторское право для кобзарей было «корпоративным». Никого из авторов не выделяли и не помнили за редким исключением. К тем, чьё авторство кобзарями всё-таки признавалось, относятся только два человека — поэт и философ Григорий Сковорода (который подписывал свои стихи «Старец Варсава») и Тарас Шевченко (впоследствии — Великий Кобзарь). Среди авторов, чьи тексты использовались без их упоминания, были и довольно известные украинские поэты-классики эпохи барокко — Феофан Прокопович и Дмитро Туптало (он же Димитрий Ростовский).

### XIX век
В XIX в. кобзарей начинают изучать этнографы, к ним просыпается интерес музыкальной общественности. Среди этнографов, изучавших кобзарство как явление, находим немало выдающихся деятелей украинской культуры — это и сам Т. Г. Шевченко, выпускник Императорской Академии художеств и Географического факультета Петербургского Императорского университета (как вольный слушатель), и Николай Витальевич Лысенко, представивший «Могучей кучке» кобзаря Остапа Вересая, которая, в свою очередь, познакомила с его песнопениями царскую семью (одарившую О. Вересая знаменитой серебряной табакеркой с золотой дарственной надписью), и Леся Украинка, записавшая с мужем Климентом Квиткой обширный кобзарский репертуар на восковые валики первых фонографов Эдисона (ныне эти записи хранятся в Библиотеке Конгресса США).
- «Запорожские казаки»
- Л. Жемчужников. Кобзарь на дороге (1854)
- С. Васильковский. Бандурист с мальчиком-поводырем. Акварель, 1900 г
- На фото XIX в. Остап Вересай (1803—1890)
- Кобзарь Иван Кучугура-Кучеренко, фото 1900-х гг.

### Кобзари и бандуристы в XX веке
Учитывая религиозность значительной части репертуара, кобзарей в советское время неоднократно подвергали публичной критике. Кобзу называли «музыкальной сохой» и призывали «искоренить закобзаривание психики». Но, учитывая огромную популярность кобзарей в народе, власти пришлось потрудиться, чтобы исказить кобзарство как явление и уменьшить его «тлетворное религиозное влияние» на «трудящиеся массы». Бандура начала «усовершенствоваться» пролеткультовцами и достигла такой степени сложности, что научиться самостоятельно на ней играть было уже просто невозможно. От первого урока до свободного владения довольно сложным инструментом проходило не менее 10 лет. Современная «академическая» бандура достигла веса в 8—12 кг, значительную часть массы составляют металлические детали переключателей, которые стали ещё сложнее, чем у оркестровой арфы. Репертуар выпускника консерватории на начало 2000-х гг. был почти целиком из произведений Баха, Моцарта и Бетховена. Эпических произведений в программе студентов консерваторий и музучилищ не было вообще. В связи с этим возник ещё один термин — «кобзарское искусство» (укр. кобзарське мистецтво), или «бандурничество» (укр. бандурництво), обозначающий исполнительство на бандуре без привязки к традиционному кобзарскому репертуару.
В последние годы непримиримые раньше лагеря «традиционников» и «академистов» начали находить точки соприкосновения. В 1996 году на съезде кобзарей Киевский кобзарский цех вошёл в Национальный союз кобзарей, а его представители вошли в руководящие его органы.

## Современное традиционное кобзарство
Кобзари на сегодняшнее время — одни из наиболее полно изученных эпических певцов в Европе. Записана значительная часть традиционного репертуара, изучены цеховые традиции, хорошо описан инструментарий и имеются даже всемирно известные аудиозаписи наиболее известных кобзарей начала XX в., чего, к сожалению, не удалось сделать исследователям многих других эпических традиций — трубадуров, скальдов, менестрелей и миннезингеров.

### Возрождение традиции
Все это сделало возможным возрождение кобзарской традиции как явления энтузиастами 1960—1980-х гг. Человеком, начавшим возрождение кобзарской традиции, стал бывший московский архитектор (автор проектов известных московских и подмосковных парков и правительственных сооружений, а в прошлом также преподаватель Московского архитектурного института) Георгий Кириллович Ткаченко. В молодости, учась в Харьковском архитектурном техникуме, он брал уроки у известнейших харьковских кобзарей Пэтра Дрэвчэнко и Гната Гончарэнко (записанного в свое время на первые фонографы Клымэнтом Квиткой). Выйдя на пенсию в 1960-х, он вернулся на Украину, поселился у своей племянницы в Киеве и начал давать уроки игры на традиционной («старосветской») бандуре — простом и доступном для самостоятельного изучения инструменте. Его ученики впоследствии основали Киевский кобзарский цех, занимающийся изучением кобзарской традиции, реконструкцией инструментов и репертуара.
Первым панмайстром («панотцом») возрожденного Кобзарского цеха стал Мыкола Буднык. Он в одиночку реконструировал 17 типов кобзарских инструментов. Среди них: вересаевская кобза, кобза по Ригельману, различные виды бандур, торбан («панская кобза») и др..
В 2002 году Кобзарский цех выпустил CD-альбом псалмов и кантов «Кто кріпко на Бога уповая». Музыкальные (в том числе и CD) альбомы есть также и у отдельных его представителей: Тараса Силенко, Тараса Компаниченко,Эдуарда Драча, Владимира Кушпета и его учеников.
С 2008 года Кобзарский цех ежегодно на Троицу проводит свой фестиваль «Кобзарська Трійця» (Кобзарская Троица), который реконструирует традиционное открытие кобзарского сезона.
С 2011 года к работе по возрождению кобзарской традиции привлекаются и незрячие музыканты.
В селе Стретовка, Кагарлыкский район Киевской области, в 1989 году открыт единственный в Украине колледж, где обучают кобзарству.
- М. Товкайло, глава Киевского кобзарского цеха, открывает первый фестиваль «Кобзарська Трійця» (Кобзарская Троица) в 2008 году
- Лирник Ярэма на уличном выступлении первого фестиваля. 2008 г.
- Проф. М. Хай открывает научную конференцию, посвященную традиционному кобзарству. 2012 г.
- Главы (панмайстры) кобзарских цехов (верхний ряд слева направо) — М. Хай (Львовский), М. Товкайло (Киевский) и К. Черемский (Харьковский цех) с первыми незрячими исполнителями Олександром Триусом и Лайошом Молнаром (нижний ряд, слева направо)